# Adesmia crassicaulis
Adesmia crassicaulis là một loài thực vật có hoa trong họ Đậu. Loài này được Phil. miêu tả khoa học đầu tiên.